# アウグスト (ザクセン選帝侯)
アウグスト（August, 1526年7月31日 - 1586年2月11日）は、ザクセン選帝侯（在位：1553年 - 1586年）。ザクセン公ハインリヒ4世の末子、選帝侯モーリッツの弟。

## 子女
1548年、デンマーク・ノルウェー王クリスチャン3世の娘アンナと結婚、15人の子を儲けた。
- ヨハン・ハインリヒ（1550年）
- エレオノーレ（1551年 - 1553年）
- エリーザベト（1552年 - 1590年） - 1570年、プファルツ＝ジンメルン公ヨハン・カジミールと結婚
- アレクサンダー（1554年 - 1565年）
- マグヌス（1555年 - 1558年）
- ヨアヒム（1557年）
- ヘクトル（1558年 - 1560年）
- クリスティアン1世（1560年 - 1591年） - ザクセン選帝侯
- マリー（1562年 - 1566年）
- ドロテア（1563年 - 1587年） - 1587年、ブラウンシュヴァイク＝ヴォルフェンビュッテル公ハインリヒ・ユリウスと結婚
- アマーリエ（1565年）
- アンナ（1567年 - 1613年） - 1586年にザクセン＝コーブルク公ヨハン・カジミールと結婚し、1593年に離婚
- アウグスト（1569年 - 1570年）
- アドルフ（1571年 - 1572年）
- フリードリヒ（1575年 - 1577年）

1586年1月3日にアンハルト侯ヨアヒム・エルンストの娘アグネス・ヘートヴィヒと結婚したが、アウグストは1ヶ月後に死去した。